# Hamé
Hamé je česká obchodní značka vlastněná společností Orkla Foods Česko a Slovensko, od roku 2016 v koncernu Orkla Group, zabývající se výrobou trvanlivých i chlazených potravin. Vznikla původně v Babicích, později se sídlo přesunulo do Kunovic u Uherského Hradiště. Má 7 výrobních závodů v České republice a dva v zahraničí.[zdroj?] Mimo území Česka to jsou závody Bogoljubovo v Rusku a v Prešově na Slovensku. Dříve k Hamé patřil také závod Caracal v Rumunsku.

## Produkce
Hamé se řadí mezi velké české producenty potravin a má ve svém portfoliu na 1 700 různých druhů produktů: kečupy, paštiky, masové konzervy, hotová jídla, zeleninové výrobky, ovocné směsi, džemy, kompoty, kojeneckou stravu, bagety, sendviče, sirupy a další.  Kromě obchodní značky Hamé své výrobky prodává i pod značkami Veselá pastýřka, Otma, Znojmia, Hamánek a Hamé Life Style.
V roce 2014 měla firma tržby 4,9 miliardy korun a čistý zisk činil 234 milionů korun. Export tvoří více než polovinu tržeb Hamé a firma vyváží své produkty do zhruba 40 zemí světa na pěti kontinentech. V roce 2014 oznámila, že se jí podařilo vyvézt první produkty do Číny a že i nadále plánuje rozvíjet obchod v perspektivních afrických zemích.

## Historie

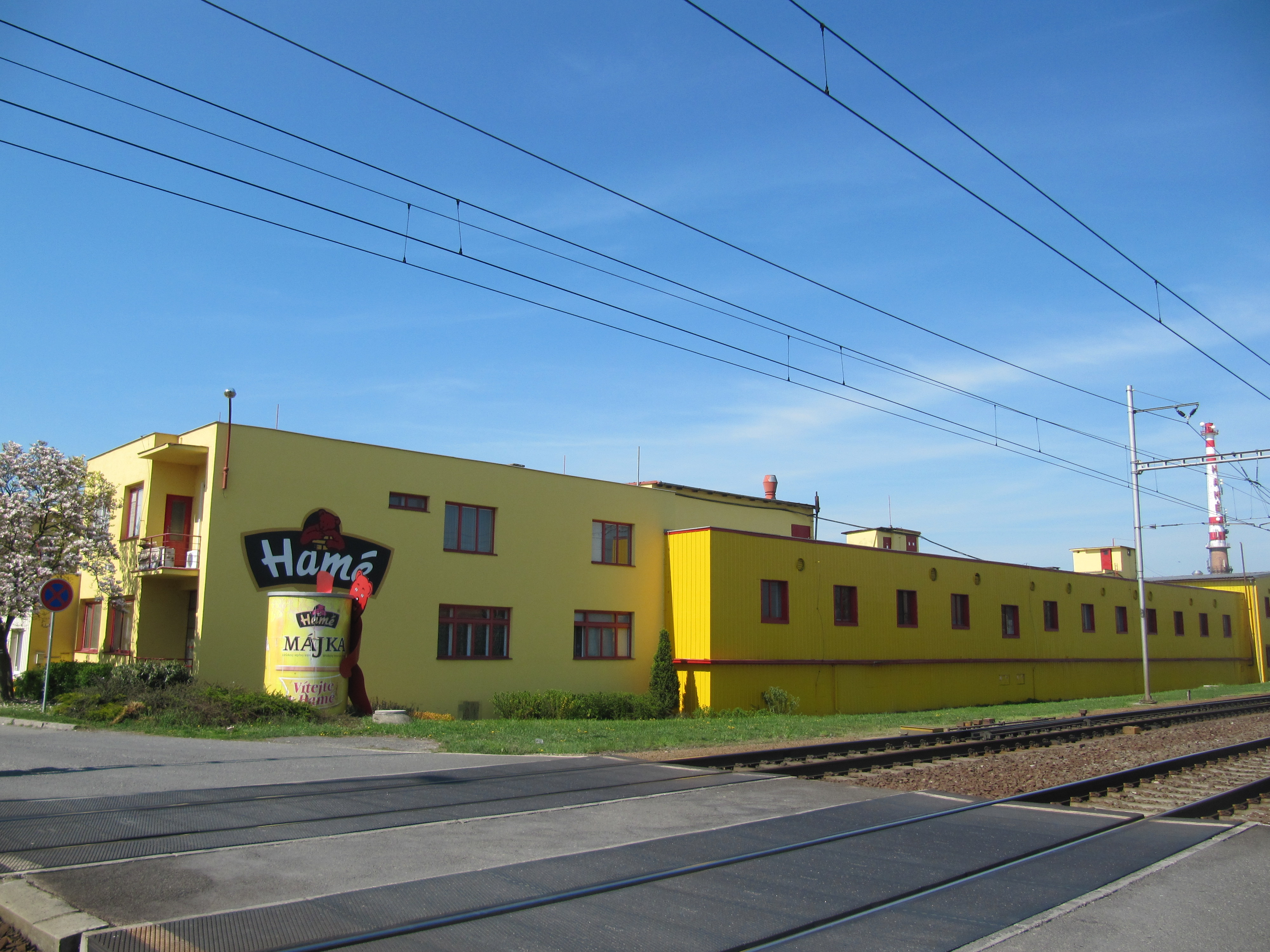
Výrobna Hamé v Babicích

V roce 1922 založil jeden živnostník v Babicích konzervárenskou dílnu, kterou v roce 1932 získala společnost Biochema, jakožto významný tuzemský konzervárenský podnik. Tato firma začala své produkty vyvážet do zahraničí, kde jedna z významných cílových destinací bylo Irsko. A právě ze staroirštiny pochází i samotné slovo „Hamé“, které znamená "Domov". Slovo Hamé je v logu znázorněno spolu s medvědem, který symbolizuje přírodní sílu.
Firmu koupila v roce 2008 islandská společnost Nordic Partners; za Hamé zaplatila zhruba 4,5 miliardy korun. V prosinci 2015 odkoupila Hamé norská firma Orkla, když zaplatila 175 milionů eur (v přepočtu 4,7 miliard korun). Orkla je také vlastníkem firmy Vitana, která byla spolu s Hamé oficiálně spojena k lednu 2020, čímž vznikla společnost Orkla Foods Česko a Slovensko.

## Spor s ruskou firmou
Na ruský trh dodávala místní konzervárna Ruzkom paštiky, jejichž plechovky měly podobný design jako od firmy Hamé. Rozdíl byl v otočeném písmenu M v názvu značky, které v azbuce značí Š, a název Наше se tak čte Naše. Hamé zažalovala společnost Ruzkom za poškození dobrého jména a matení spotřebitelů. Roku 2013 Hamé u ruského soudu spor vyhrála a Ruzkom musí podle pravomocného rozhodnutí zaplatit poškozenému Hamé více než 8,2 mil. rublů. V Rusku je Hamé lídrem na trhu s paštikami. Později firma řešila i další ruské falzifikáty svých produktů a roku 2017 poprvé i na běloruském trhu.

## Stažení rybích filetů s obsahem karcinogenního pesticidu
Státní veterinární správa nařídila v srpnu 2021 stažení více než 14 tisíc konzerv filetů ze sleďů v tomatové omáčce značky Hamé z trhu vzhledem k obsahu ethylenoxidu, který má mutagenní a karcinogenní účinky.